# アルマ・ジャネーラ

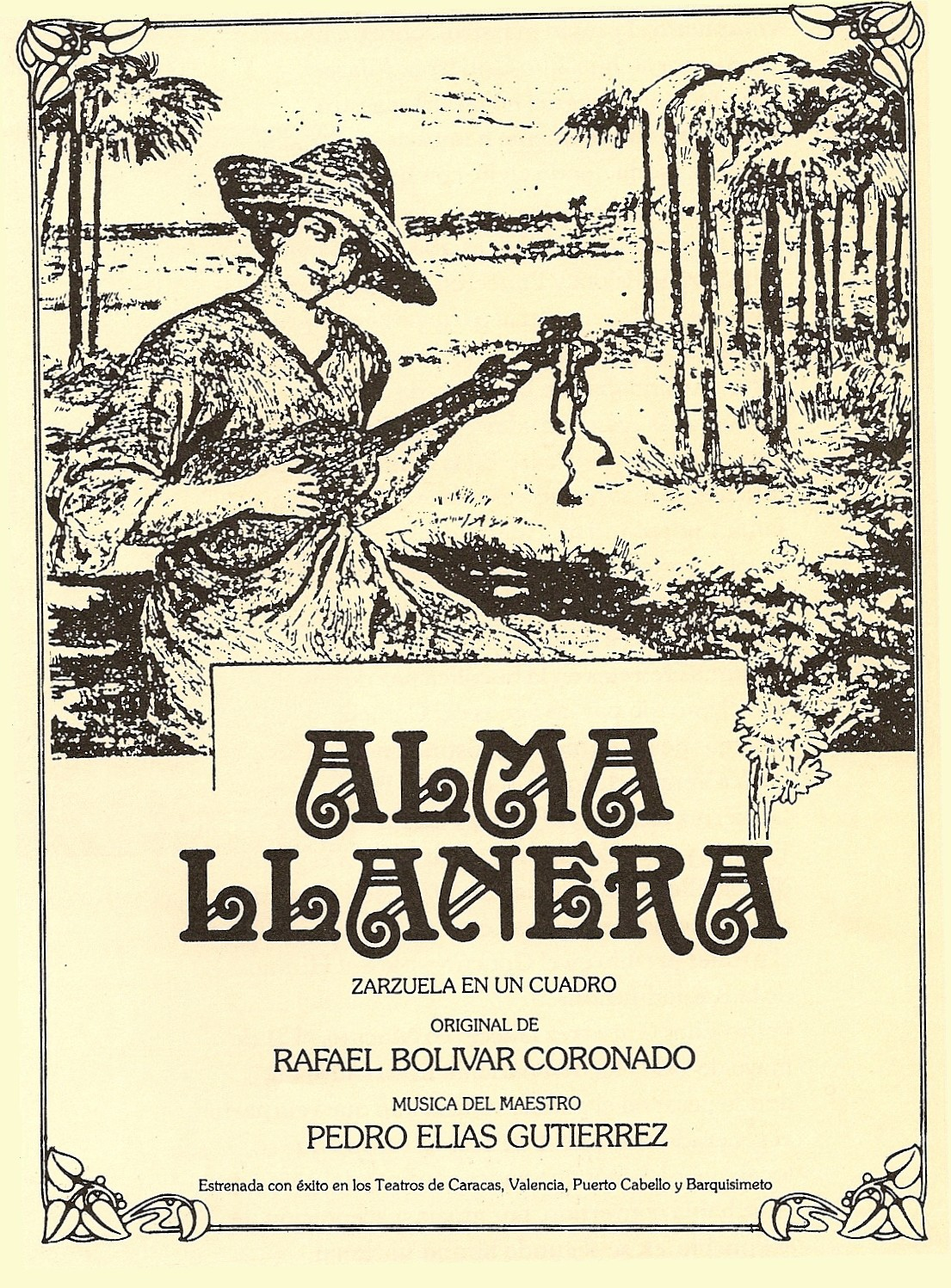
ラファエル・ボリーバル・コロナードによって描かれた「アルマ・ジャネーラ」の初版のジャケット

アルマ・ジャネーラ（西: Alma Llanera）とは、ペドロ・エリアス・グティエレス作曲、ラファエル・ボリーバル・コロナード作詞のポピュラーなホローポの曲である。1914年9月19日にテアトロ・ムニンシパル・デ・カラカスで初演されたサルスエラのうちの一曲である。
「アルマ・ジャネーラ」はベネズエラの第二国歌だと考えられている。社会的な会合やパーティーが「アルマ・ジャネーラ」の歌唱で終わることは、ベネズエラでは伝統的なことである。OSV（ベネズエラ交響楽団）は「アルマ・ジャネーラ」75周年に際してこの曲に美しいアレンジを施した。
今日、この曲はラテンアメリカでもっとも良く知られた曲のうちの一曲となっており、著名なスペインのオペラ歌手のプラシド・ドミンゴのような有名な歌手によって様々に解釈されて歌われ続けている。

## 歌詞
Yo nací en esta ribera

 del Arauca vibrador

 Soy hermano de la espuma,

 de las garzas, de las rosas y del sol

 Me arrulló la viva diana

 de la brisa en el palmar

 Y por eso tengo el alma

 como el alma primorosa del cristal

 Amo, lloro, canto, sueño

 con claveles de pasión

 Amo, lloro, canto, sueño

 para ornar las rubias crines del potro de mi amador

 Yo nací en esta ribera

 del Arauca vibrador

 Soy hermano de la espuma

 de las garzas, de las rosas y del sol
日本語訳
 おいらはアラウカの轟の

   河岸から生まれたのさ

おいらは泡の兄弟

   サギの兄弟、バラの兄弟、そして太陽の兄弟なんだ 

 松のそよ風の

   鮮やかなラッパに鎮められたんだ

 それで水晶のように繊細な

   魂を手に入れたんだ。水晶みたいなね

 愛し、泣き、歌い、夢見る

   カーネーションの情熱と一緒にね

 愛し、泣き、歌い、夢見る

   金のたてがみの愛する子馬を飾るために

 おいらはアラウカの轟の

   河岸から生まれたのさ

おいらは泡の兄弟

   サギの兄弟、バラの兄弟、そして太陽の兄弟なんだ 